# طوبال صيني
طوبال صيني (الاسم العلمي: Nyssa sinensis) هو نوع من النباتات يتبع جنس الطوبال من الفصيلة القرانية.